# L'Épreuve de la paternité
Pour plus de détails, voir Fiche technique et Distribution.
L'Épreuve de la paternité (Little Boy Boo) est un court métrage d'animation de la série Looney Tunes réalisé par Robert McKimson qui met en scène Charlie le coq, Miss Prissy et Eggbert. Le court métrage a été diffusé pour la première fois le 5 juin 1954.

## Fiche technique
- Réalisation : Robert McKimson
- Scénario : Tedd Pierce
- Production : Warner Bros. Cartoons
- Musique originale : Carl Stalling
- Montage : Treg Brown
- Format : 35 mm, ratio 1.37 :1, couleur Technicolor, mono
- Durée : 7 minutes
- Pays de production :  États-Unis
- Langue : anglais
- Genre : animation, comédie
- Distribution : 
  - 1954 : Warner Bros. Pictures cinéma
  - 2010 : Warner Home Video DVD
- Date de sortie : 
  - États-Unis : 5 juin 1954

## Distribution
Voix originales :
- Mel Blanc : Charlie le coq
- Marian Richman : Miss Prissy